# Abd al-Rahman al-Soufi
Ne doit pas être confondu avec Abū Ja'far Al-Soufi.
Pour le cratère lunaire nommé en sa mémoire, voir Azophi (cratère).
ʿAbd al-Rahman al-Soufi 
(persan : عبدالرحمن الصوفي ou
ʿAbd al-Rahmân al-Sûfî), également connu sous les noms d'Abd ar-Rahman as-Soufi, Abd al-Rahman Abu al-Husein et Azophi en Occident, né le 7 décembre 903 à Ray (Téhéran) et mort le 25 mai 986 à Chiraz, est un astronome et horloger persan.

## Biographie
Il vécut à la cour de l'émir Adud ad-Daula à Ispahan en Perse. Il traduisit et développa des ouvrages en grec traitant d'astronomie, tout particulièrement l'Almageste de Ptolémée. Il est à l'origine de plusieurs améliorations du catalogue stellaire de Ptolémée et ses estimations des brillances et des magnitudes apparentes des étoiles diffèrent fréquemment de celles de Ptolémée.
Il découvrit le Grand Nuage de Magellan, visible au Yémen mais pas à Ispahan : le premier Européen à pouvoir le contempler fut Magellan au cours de son voyage au XVIe siècle.
Il semble être le premier à avoir rapporté l'observation de la Galaxie d'Andromède M31.
Il fut un grand traducteur arabe de l'astronomie grecque antique dont le centre fut Alexandrie, le premier à tenter de faire correspondre les noms grecs et arabes traditionnels des étoiles et des constellations qui ne se superposaient pas.
Il remarqua que le plan de l'écliptique était incliné par rapport à l'équateur céleste et il calcula plus précisément la durée de l'année tropique. Il observa et décrivit les étoiles, leur position, leur magnitude apparente, leur couleur, parcourant le ciel constellation par constellation. Pour chacune d'entre elles, il dessina deux croquis : la constellation vue de l'extérieur du globe céleste, puis la même vue de l'intérieur du globe céleste, comme elle peut être observée de la surface de la Terre. Al Sufi trouva de nombreuses utilisations innovantes de l'astrolabe.
Al Sufi publia son fameux Livre des étoiles fixes en 964, qui reprend la plus grande part de son œuvre sous forme de textes illustrés.
Le cratère Azophi sur la Lune porte son nom.
Le 24 septembre 1960, Cornelis Johannes van Houten, Ingrid van Houten-Groeneveld et Tom Gehrels ont découvert l'astéroïde (12621) Alsufi, qu'ils ont nommé d'après al-Soufi.

## Galerie

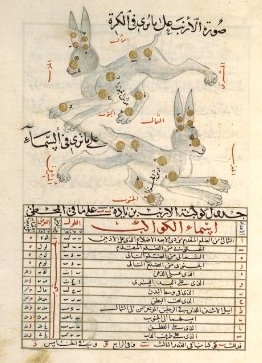
Constellation du Lièvre (livre des étoiles fixes, traité de l'astronome Abd al-Rahman al-Sufi).
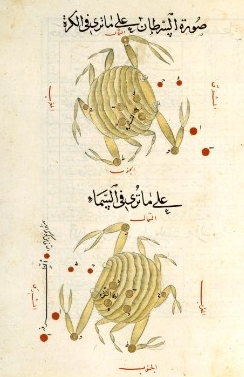
Constellation du Crabe.
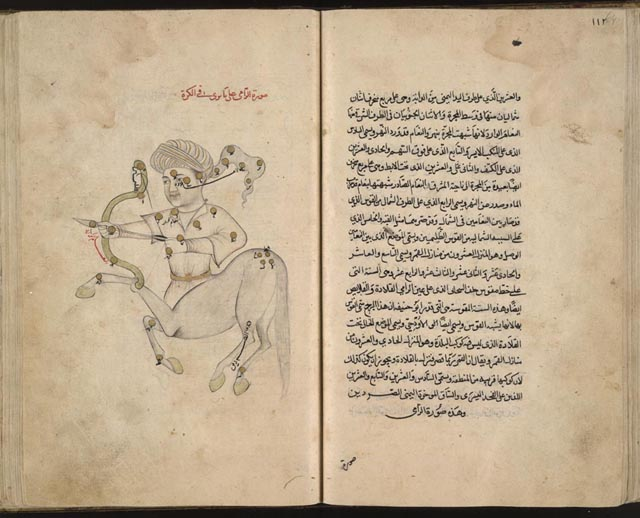
Constellation du Sagittaire
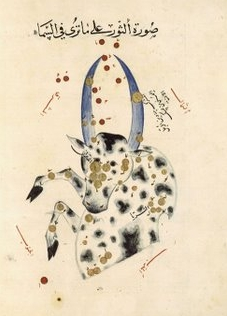
Constellation du Taureau.
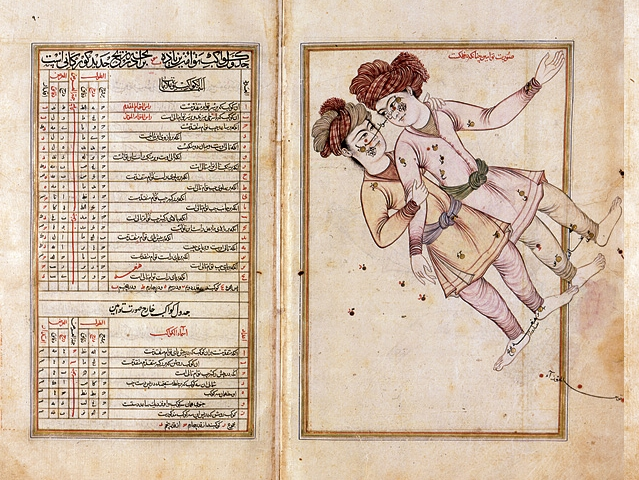
Constellation des Gémeaux.
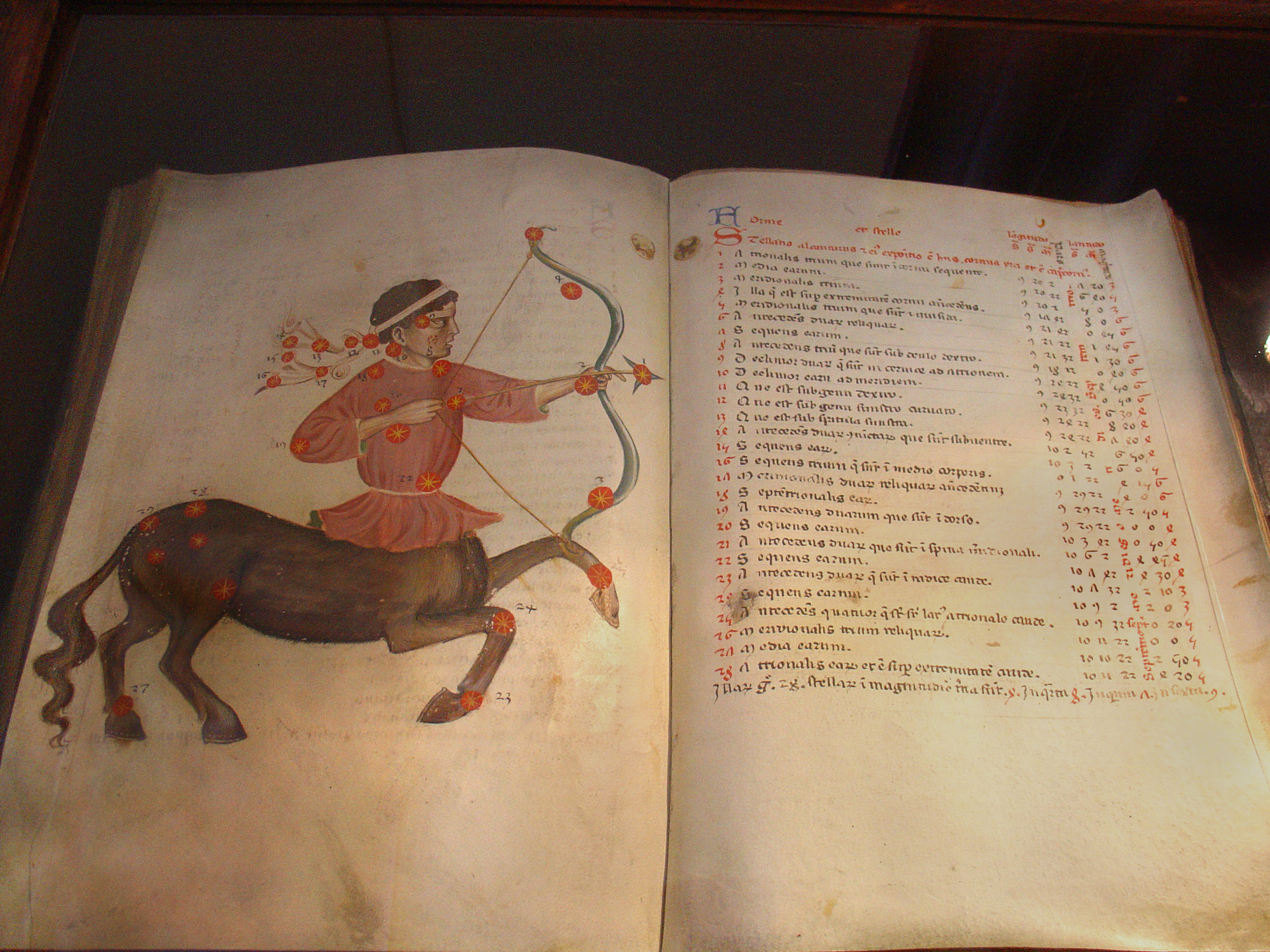
Atlas astronomique dit « d'Al Sufi ». Milieu du XIVe siècle, provenant d'Italie du nord. Exposé à la bibliothèque  du monastère de Strahov.